# Александр Великий (фильм, 1956)
«Александр Великий» — пеплум/байопик Роберта Россена (1956), который охватывает практически всю жизнь Александра Македонского — от самого раннего детства до свадьбы в Сузах.

## Сюжет
На Агоре, главной площади Афин, знаменитый оратор Демосфен произносит пламенную речь, призывая сражаться с царём Македонии Филиппом II до конца, а не подписывать унизительный мир, который к тому же вряд ли будет прочным. Однако с ним согласны далеко не все. Оппонент Демосфена — оратор Эсхин, не менее красноречив. Народ колеблется. А Филипп тем временем одерживает очередную победу.
Вечер. Лагерь македонцев. Солдаты отдыхают после нелёгкого дня. Сам царь уже спит. Но вот прискакал гонец с важным известием и требует разбудить Филиппа. Парменион, один из полководцев Филиппа, будит царя. Тот спрашивает у гонца: «Какие вести ты привёз из Македонии? Хорошие или плохие?» Новости оказались хорошими. У царя родился сын. В письме царица Олимпиада также сообщает, что назвала сына Александром и что это божественное дитя.
Македонская армия возвращается домой. Олимпиада встречает мужа холодно, но к новорождённому всё-таки пускает. Пока Филипп качает на руках маленького сына и убеждается, что тот очень на него похож, жрец рассказывает о знаках, данных богами при рождении мальчика и несомненно говорящих о том, что Александр станет богом. Олимпиада тоже говорит, что родила «бога от бога». Филипп, у которого сразу испортилось настроение, просит жреца растолковать его странный похмельный сон о смерти. Он даже подумывает приказать убить сына и жену, но Парменион отговаривает его и просит помириться с царицей и выйти к народу.
Олимпиада качает колыбель с новорождённым Александром и рассказывает ему об своем предке мифическом герое Ахилле, которому было предначертано прославиться больше, чем его отец. Появляется Филипп и просит Олимпиаду выйти с ним и Александром к народу. Семейство в полном составе появляется на балконе дворца и под восторженные крики толпы Филипп поднимает сына высоко над головой.
Прошло много лет. Александр возвращается с охоты, добыв львицу. Сопровождавшие его друзья рассказывают их учителю — философу Аристотелю о том, как Александр получил этот заслуженный трофей. У философа тоже новости — вернулся Чёрный Клит — один из офицеров армии Филиппа. Он передал Александру привет от отца, рассказал о новых победах и сообщил, что приехал набрать и обучить новое войско. Александр и его друзья тоже будут тренироваться, но вот попадут ли в действующую армию — ещё вопрос. Александра такая неопределённость не устроила. Он вспылил, крикнув, что его отец копит свою славу, как скупец.
Чуть позже в приватном разговоре Аристотель намекнул Александру, что тот сможет достичь гораздо большего, чем его отец. Начались изнурительные тренировки. Александр отличался во всём, внимательно слушал лекции Аристотеля, а в перерывах между занятиями читал «Илиаду».
Спустя некоторое время Филипп вернулся в Македонию. Дела его уже не так хороши, как сообщил Клит. Греки взбунтовались и теснят македонскую армию, а в Пелле — столице Македонии — восстание, к которому, судя по всему, причастна царица Олимпиада. Скрепя сердце и вопреки желаниям некоторых приближённых, Филипп соглашается назначить Александра регентом на время своего очередного похода. Царевич с друзьями отправляется в Пеллу. Там он видит распятые трупы бунтовщиков, а свою мать застаёт пирующей во дворце. Она умоляет сына не верить тому, что о ней говорит Филипп, потому что тот якобы просто ищет предлог для развода, чтобы жениться на юной племяннице Аттала — Эвридике. Мать уговаривает сына покорствовать царю во всём, только чтобы добиться регентства.
Через некоторое время Филипп приезжает в Пеллу и устраивает сыну форменный допрос. Но тот полностью принял сторону матери и сказал, что Филипп может вздёрнуть его на дыбу, если хочет. Несмотря на это, Филипп уже официально назначает сына регентом и уезжает на очередную войну. Тем временем поднимает бунт одно из недавно покорённых македонской армией варварских племён. Александр подавляет его, приказывает переименовать столицу побеждённых в свою честь и, повидавшись с матерью, отправляется с отрядом на фронт к отцу.
Филипп встретил сына недружелюбно, хоть тот и сразу отдал ему символ власти — печать регента. Отцу не нравится ни то, что сын не привёл войска раньше, ни что назвал в свою честь город, ни то, что заглядывается на Эвридику. Вечером Эвридика пытается поговорить с Александром, убедить его, что хочет мира в семье, но пасынок холодно обходится с будущей мачехой, а потом появляется Филипп и говорит, что Эвридика станет новой царицей Македонии.
Наутро произошла битва при Херонее, которую обе стороны — и македонцы и греки — считали решающей. Войско Филиппа и Александра победило, хоть и не без труда. Александру даже пришлось спасать отца. Филипп запретил грекам хоронить своих убитых («Пусть лежат и гниют!»), но на пир пригласил. Закончилось всё тем, что Александру пришлось утихомиривать перебравшего отца, который начал плясать над трупами.
Протрезвев, Филипп всё-таки разрешает сжечь трупы убитых греков, а прах отправить в Афины. Сопровождать скорбный груз он поручил Александру, который должен был также подписать мирный договор. В Афинах Александр знакомится с красавицей Барсиной — женой полководца Мемнона Родосского.
Мирный договор подписан. Александр возвращается в Македонию. Мать сообщает ему, что отец скоро женится на Эвридике, а она уезжает в родной Эпир. Александр не хочет идти на свадьбу, но Олимпиада уговаривает его не ссориться лишний раз с отцом и не рисковать своим положением наследника. Но на пиру, не без участия Аттала, отец и сын ссорятся, и Александр уезжает в Эпир вместе с матерью.
Через некоторое время Эвридика рожает сына. По такому случаю объявляется всеобщая амнистия и Александр возвращается в Македонию. Отец встречает его холодно, но всё-таки обещает и принять с почётом Олимпиаду, и предоставить сыну место командующего одной из армий, отправляющихся в Персию. Однако цена за такую милость высока — трое друзей Александра должны отправиться в ссылку. Скрепя сердце царевич и приговорённые соглашаются. Аттал решает посмеяться над одним из них — Павсанием, издевательски спросив, как тот будет жить без своего бога — Александра. Филипп посмеялся над этой шуткой своего родственника, не ведая, что навлекает тем самым на себя беду.
Придя вскоре к матери, Александр видит, что та успокаивает Павсания, поит его вином и советует злиться не на Аттала, а на Филиппа, который мог бы приструнить родственника или хотя бы не смеяться. Потом царица «случайно» вспоминает способ прославиться, о котором говорил ей отец ещё в Эпире — надо лишь убить великого человека. Александр выпроваживает захмелевшего Павсания, однако мать тут же принимается обрабатывать сына, сказав: «Филипп назвал своего сына Караносом. Так же звали первого царя македонской династии. Интересно, что у Филиппа на уме?»
Эти слова звучали в ушах Александра и на следующее утро, когда он уже шёл в праздничной процессии рядом с отцом. Когда Филипп уже готовился войти в театр, где его должны были чествовать, из толпы неожиданно выскочил Павсаний, убил царя и бросился бежать. Александр догнал бывшего друга и тоже заколол.
Александр с согласия армии стал царём Македонии. Он потребовал от греческих городов признать его вместо отца главнокомандующим объединённым войском, готовым к выступлению в Персию, и поклясться в верности. Клянутся все, кроме Афин, точнее их представителя Мемнона, заявившего, что клятва, данная под остриями мечей, не имеет силы. За это Александр наказывает его изгнанием, заручившись согласием других официальных представителей Афин.
Возвращаясь вечером домой, Александр видит похоронную процессию Эвридики. Её провожают в последний путь ночью, как самоубийцу, но Аттал недвусмысленно намекает Александру, что смерть Эвридики и её новорождённого сына — дело рук Олимпиады.
Вскоре Александр выступает в поход. Мемнон, переметнувшийся к персам, уговаривает царя Дария III применить тактику выжженной земли — уничтожать все запасы на пути Александра, чтобы тот не смог прокормить свою армию и убрался обратно в Македонию. Однако сатрапы не захотели разорять свои провинции и не послушались совета Мемнона.
Разгневанный Мемнон возвращается в свой шатёр, где Барсина подливает масла в огонь, прочитав длинную речь о том, что победа Александра даст миру гораздо больше, чем победа персов. Мемнон ревнует. Ему кажется, что Александр не выходит из головы Барсины.
Тем временем Дарий пишет Александру издевательское письмо, называя мальчишкой и вором и посылая три подарка — мяч, чтобы Александр играл с детьми своего возраста, кнут, чтобы наказывать его, и золота на обратную дорогу.
Александра очень разозлило это письмо и он поклялся заполучить всё золото Персии. В результате нескольких успешных сражений ему удалось взять несколько городов и разбить армию Дария. Последним был уничтожен отряд греческих наёмников под командованием Мемнона, по сути брошенный персами на произвол судьбы.
Взяв штурмом очередной город, раненый Александр идёт осматривать добычу, в том числе и захваченных в плен женщин. Одна начинает очень дерзко говорить с ним и он узнаёт Барсину, которую и забирает себе в качестве трофея.
Утро было бурным. Сначала Барсина закатила истерику, увидев, как солдат убил женщину, потом пришли плохие новости — греческие союзники отказались посылать подкрепление. Парменион и его сын Филота советуют Александру вернуться в Македонию и собраться с силами, но тот категорически отказывается, произносит гневную речь и теряет сознание.
Через несколько дней, полностью оправившись и восстановив силы, Александр решает отпустить флот и всех желающих вернуться. В армии останутся только добровольцы вне зависимости от их происхождения. Барсина, которой тоже было разрешено уехать, остаётся с Александром.
Персидская и греко-македонская армия снова сошлись. Видя явное численное превосходство врага, военачальники советуют Александру атаковать позиции персов ночью, но тот оказывается. Его не останавливает ни неблагоприятное знамение, ни появление вблизи лагеря персидских разведчиков. Дарий же, уверенный, что будет ночная атака, приказывает своему войску бодрствовать целую ночь. Александр же тем временем объясняет своим воинам, что лунное затмение, которое они видели в эту ночь — это хороший знак для македонцев и греков. Также он даёт установку своим военачальникам с тем, чтобы они донесли её до каждого воина. План Александра довольно прост — объявить «охоту» на Дария, ибо, по словам Александра, если погибнет он сам — погибнет лишь один воин из македонской армии, если же погибнет Дарий — персидская армия будет обезглавлена и рассыпется. Тем самым Александр констатирует, что боевой дух, выучка и дисциплина греко-македонской армии гораздо выше, чем у противника, и поэтому шансы первой на победу не хуже, несмотря на подавляющее численное превосходство второй.
Наутро, помолившись (Александр — Фобосу, а Дарий — Ахурамазде), противники сходятся. Все понимали, что эта битва — решающая и сражались отчаянно. Александр победил персов на поле боя. Дарий бежал, бросив свою колесницу и лук, а также оставив в руках Александра свою семью — жену и троих детей.
Победители осматривают персидский лагерь. Палатка Дария поражает их своими размерами и роскошью. Клит входит первым. Увидев у него в руках луки и царские одеяния, царица падает на пол и начинает рыдать, считая мужа убитым. Старшая дочь Дария, Роксана, просит разрешения похоронить отца, прежде чем всех их казнят. Александр успокаивает женщин, сказав, что воюет за власть с Дарием, а им ничего не угрожает.
Александр бросается в погоню за Дарием, но настигает только лишь его труп. Бывшего царя царей убивают. Дарий успевает оставить Александру предсмертное письмо, в котором призывает Александра проявить милость к его народу, а также взять в жёны его дочь. Позже Александр хитростью узнаёт, кто убийца, заявив, что превознесёт того. Когда Бесс — один из родственников Дария, признался в содеянном, Александр действительно приказал превознести его. На высокую виселицу, чтобы все знали, что только царь может убить царя.
Однако не все рады победам царя. Услышав от Филоты дерзкую фразу, Александр сначала отослал Пармениона, а потом приказал пытать Филоту. Узнав, что действительно готовился заговор и что Парменион тоже к нему причастен, Александр приказал убить обоих — и отца, и сына.
Позже Александр праздновал свою победу. Смерть Дария означала окончание войны. Барсина предложила сжечь дворец, в котором проходил праздник и который раньше был резиденцией персидских царей. Ей даже удалось поджечь несколько портьер, но Александр приказал потушить огонь. Они с Барсиной опять поссорились.
Дальше был поход в Индию, страну, в которой раньше бывали только боги. Но там случилось несчастье. Поссорившись из-за пустяка с Клитом, Александр убивает его. Это произвело перелом в душе царя. Он приказывает повернуть. После тяжелейшего пути по пустыне Александр возвращается в Вавилон. «Завоёвывать нужно не земли, а сердца людей» — вот новый девиз царя. Чтобы крепче соединить греков и македонцев с покорёнными персами, царь устраивает массовую свадьбу и сам берёт в жёны Роксану. Александр произносит красивый тост, но едва отпив из кубка, теряет сознание и умирает, попросив бросить его тело в Евфрат, чтобы все подумали, что он не умер, а вернулся к богам, но так и не назвав имя преемника, сказав лишь туманное — «Сильнейшему».

## Упомянутые в фильме исторические события
- Филипп оставил сына на короткое время правителем вместо себя, и тот сумел подавить бунт и переименовал покорённый мятежный город в Александруполис.
- Битва при Херонее — боевое крещение Александра.
- Битва на реке Граник.
- Битва при Иссе, пленение семьи царя Дария III.
- Поход в Индию (очень бегло).

## В ролях
- Ричард Бёртон — Александр Македонский
- Фредрик Марч — Филипп
- Даниель Дарьё — Олимпия
- Гарри Эндрюс — Дарий
- Барри Джонс[англ.] — Аристотель
- Клэр Блум — Барсина
- Стэнли Бэйкер — Атталус
- Найол МакГиннис[англ.] — Парменион
- Питер Кушинг — Мемнон
- Майкл Хордерн — Демосфен
- Мариса де Леза[исп.] — Эвридика
- Густаво Рохо — Клайтус
- Рубен Рохо — Филотус
- Питер Уингард[англ.] — Павсаний
- Хельмут Дантин[англ.] — Нектенабус
- Уильям Сквайр[англ.] — Эсхин
- Фридрих фон Ледебур — Антипатр
- Виржилиу Тейшейра[англ.] — Птолемей
- Тереза дель Рио — Роксана
- Хулио Пенья[исп.] — Арсит
- Хосе Ньето — Спитридат
- Карлос Баэна — Неарх
- Ларри Тэйлор[англ.] — Пердикка
- Хосе Марко — Гарпал
- Рикардо Валле — Гефестион
- Кармен Карулла — Статира (мать)
- Иисус Луке — Аристандр
- Рэмсей Эймс — пьяная женщина
- Эллен Россен — Амитис
- Карлос Асеведо — Ох

## Исторические личности, появившиеся в фильме
- Филипп — отец Александра.
- Олимпиада (в фильме Олимпия) — мать Александра.
- Клит (в фильме Клайтус) — соратник Александра.
- Филота (в фильме Филотус) — друг и молочный брат Александра.
- Аристотель — древнегреческий философ, учитель Александра.
- Парменион — полководец, служивший сначала Филиппу, а потом Александру, отец Филоты.
- Антипатр — полководец, регент Македонии.
- Павсаний — убийца Филиппа.
- Барсина — жена, позже вдова Мемнона, ставшая наложницей Александра.
- Мемнон Родосский — греческий полководец, переметнувшийся к персам. Муж Барсины.
- Роксана — жена Александра.
- Демосфен — оратор, сочинявший пылкие речи против Филиппа и Александра.
- Эсхин — оратор, оппонент Демосфена.
- Аттал (в фильме Атталус) — приближённый Филиппа, враг Александра.
- Клеопатра (в фильме Эвридика) — молодая жена Филиппа, племянница Аттала, убитая Олимпиадой.
- Дарий III — «царь царей» Персии.
- Бесс — сатрап Бактрии, убийца Дария III.

## Исторические неточности
- Филиппики Демосфена на городской площади слушают не только мужчины, но и женщины, что в те времена было нереально.
- Филипп был одноглазым, а в фильме этого не показано.
- Филипп говорит сыну «Ты прямой и высокий, как македонское копьё». Однако большинство историков сходятся во мнении, что ростом Александр Македонский не отличался.
- Филипп перед тем, как оставить Александра регентом Македонии на время своего очередного завоевательного похода, говорит, что боится, как бы тот не стал пешкой в руках своей матери, Олимпиады. Потом, уже покорив взбунтовавшийся город, Александр кричит «Я не пешка!». Однако тогда в Македонии не могли знать о шахматах и даже их предшественнице — индийской игре чатуранга.
- Перед тем, как оставить Александра регентом в Пелле, Филипп признаётся, что разлюбил Олимпиаду ещё двадцать лет назад. Однако согласно истории Александру на тот момент было всего шестнадцать, то есть получается, что Филипп разлюбил свою жену ещё до того, как женился на ней.
- Не упоминается о увлечении Олимпиады мистическими культами и о том, что она разводила змей.
- Юная мачеха Александра говорит, что она на год старше его. Однако, согласно историческим данным, она была на два года младше.
- Филиппа убили на празднике, посвящённом свадьбе его дочери, а не рождению сына, как в фильме.
- Павсаний на самом деле был не другом Александра, а телохранителем и любовником Филиппа, после убийства которого был заколот не самим Александром, а царскими телохранителями.
- Олимпиада называет отцом Ахилла Зевса, хотя в действительности им был Пелей.
- Александр называет братом Клита, хотя по идее должен был называть так Филоту, с которым у них была общая кормилица.
- Клит называет любимым поэтом Александра Еврипида, хотя им был Гомер.
- В одном эпизоде Александр читает книгу «Илиада», а не свиток, как это должно было быть.
- Александр обращается к своим соратникам «генералы и офицеры».
- В одной из сцен Александра называют на «вы», хотя такого обращения в Древней Греции не было.
- У Александра нет знаменитого шлема, за который его прозвали Двурогим.
- Мемнон Родосский погибает в бою, а согласно историческим сведениям, он умер своей смертью, правда подозрительно вовремя для Александра.
- Роксану, согдийскую княжну, сделали дочерью Дария. Александр действительно был женат на одной из дочерей Дария, но её звали Статирой. Таким образом, Роксана в фильме как бы объединяет в себе двух жён Александра.
- Дворец в Персеполе подожгла Таис Афинская, а не наложница Александра Барсина. Причём по фильму Александр приказал всё быстро потушить, а в реальности этого не было.
- Пир, во время которого Александр убил Клита, проходил в Самарканде, а не в Индии.
- В фильме нет упоминаний о ранениях Александра, даже о самом серьёзном из них — стрелой в грудь навылет, которое он получил в Индии.
- Александр решил повернуть домой не потому что его мучала совесть после убийства Клита, а из-за волнений в уставшей армии.
- Александр по фильму умирает в Сузах (а не в Вавилоне, как было на самом деле), во время массовой свадьбы своих офицеров с персиянками, то есть от его и без того короткой жизни отняли несколько месяцев.
- Дария называют императором — этот титул появился позднее и ни персы, ни греки не могли его так называть.
- Почему-то и персы зовут своего царя греческим вариантом его имени — Дарий, а не Дараявуш, как следовало бы.
- В фильме упоминается дыба — орудие пытки, придуманное только в Средневековье.
- В фильме фигурирует карта на английском языке.
- Каспийское море тогда называлось Гиpканийским.
- У показанного в фильме египетского жреца не сбриты, как это было положено, волосы и брови.